# Paramicroplus occiduus
Paramicroplus occiduus är en skalbaggsart som beskrevs av Marc Lacroix 1998. Paramicroplus occiduus ingår i släktet Paramicroplus och familjen Melolonthidae. Inga underarter finns listade i Catalogue of Life.